# Escames
Escames település Franciaországban, Oise megyében. Lakosainak száma 223 fő (2022. január 1.). Escames Buicourt, Ernemont-Boutavent, Gerberoy, Hécourt, Loueuse, Saint-Quentin-des-Prés, Songeons és Sully községekkel határos.

## Népesség
A település népességének változása:
| Lakosok száma | 215  | 216  | 218  | 217  | 218  | 218  | 217  | 217  | 223  |
|               | 2013 | 2015 | 2016 | 2017 | 2018 | 2019 | 2020 | 2021 | 2022 |